# Logo (Mali)
Logo est une commune rurale malienne de l'arrondissement de Kakoulou dans le cercle de Diamou et la région de Kayes, elle a pour chef-lieu la localité de Kakoulou. 

## Géographie
Située au sud-est de Kayes sur les deux rives du fleuve Sénégal en amont des chutes du Félou, la commune de Logo est limitrophe de cinq communes maliennes : au nord par la commune Hawa Dembaya, au Sud par la commune de Diamou, à l’est par la commune de Ségala et à l’ouest par la commune de Sadiola.
| Hawa Dembaya | Colimbiné |        |
| Hawa Dembaya | Logo      | Diamou |
| Sadiola      | Diamou    |        |

La population, essentiellement composée de Khassonkés, compte également des Malinkés et quelques Soninkés et Peuls.

## Histoire
Le royaume du Logo, royaume khassonké est fondé par Dra Makan Sissoko, originaire du Diébé (Kéniéba).
Le Royaume de Logo était hostile à la pénétration coloniale française. Sabouciré constituait pour les Français un « verrou » qui fallait faire sauter pour poursuivre la colonisation vers Bafoulabé. Le 22 septembre 1878, la troupe conduite par le lieutenant-colonel Reybaud, partie le 11 septembre de Saint-Louis (Sénégal) arrive à Sabouciré. Constituée de 585 hommes, 4 canons et 80 chevaux, elle affronte pendant cinq heures la troupe du roi Niamodi Sissoko. À l’issue d’un combat sanglant (13 morts et 51 blessés chez les Français et 150 morts dont le roi Niamodi Sissoko du côté du royaume de Logo), les Français l’emportent.
Cette bataille marque la première résistance à la pénétration coloniale dans le territoire malien. En mémoire de cette bataille, le président de la république Amadou Toumani Touré a lancé le mois du cinquantenaire de l’indépendance du Mali le 1er septembre 2010 à Sabouciré.
En 2011, le village de Sabouciré en est le chef-lieu.
Le 14 novembre 2011, le Conseil des ministres a adopté un projet de décret relatif au classement dans le patrimoine culturel national du site historique du champ de bataille de Logo Sabouciré.
Lors de la réforme administrative de 2023, la commune est soustraite du cercle de Kayes et intègre le cercle de Diamou, 7e cercle de la région de Kayes.

## Villages
La commune s'étend sur 19 localités relevées lors du recensement général de 2009. 
Les villages les plus peuplés sont :
- Kakoulou (1 713 habitants)
- Kerouane (1 621 habitants)
- Karaya (839 habitants)

La loi 2023-007 attribue à la commune rurale 19 villages  :
- Marintouro
- Lakafia
- Kakoulou
- Faguiné Koto
- Faguiné Kouta
- Maloum
- Dinguira Logo
- Karaya
- Sambaga
- Tintiba
- Bankamé
- Maréna
- Dembagnouma
- Kerouané
- Djemékon
- Modinkané
- Sabouciré Logo
- Moussa Waguiya
- Soucoutaling

## Politique
En 2016, la commune rurale est dirigée par un conseil communal de 11 membres qui élit en son sein le Maire.
| Année | Maire élu         | Parti politique |
| ----- | ----------------- | --------------- |
| 2009  | Boniface Diagnoko | URD             |
| 2016  | Mohamed Coulibaly |                 |

## Transport et économie

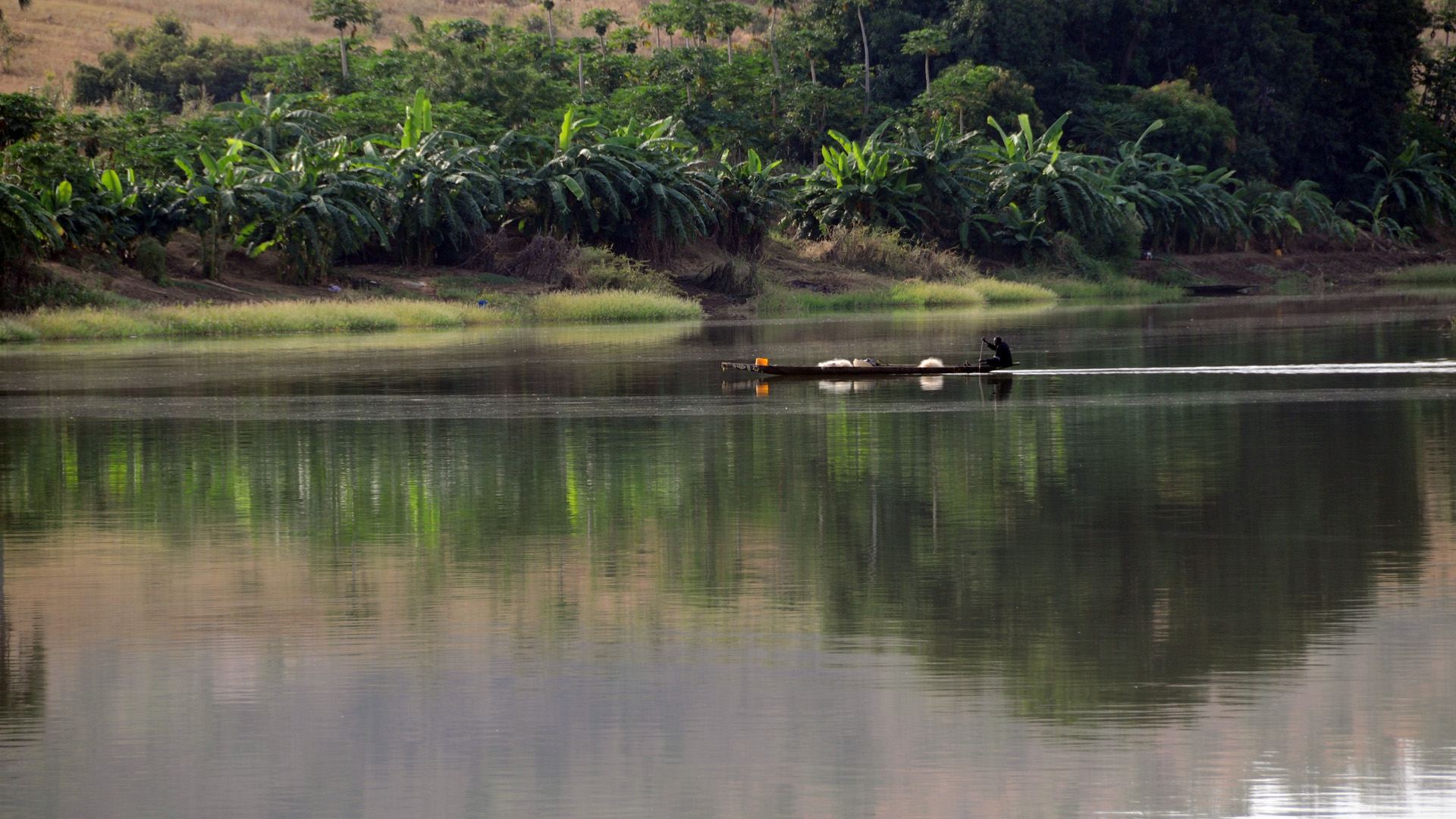
Le fleuve Sénégal aux abords de Logo

L’activité économique principale est l’agriculture avec la culture de céréales (mil, maïs,sorgho) et des légumes, et l’élevage.
La route est impraticable pendant la saison des pluies. La traversée du fleuve se fait en pinasse et pirogue.
La Gare de Tintiba est située sur la ligne du chemin de fer de Dakar au Niger.

## Culture
La commune rurale du Logo fait partie avec les communes de Kayes et Hawa Dembaya de l'aire culturelle du Khasso.